# Tino rangatiratanga

Le drapeau du Tino rangatiratanga, ou drapeau national maori.

Le tino rangatiratanga est un terme maori qui signifie approximativement « pleine souveraineté ». Ancré dans la culture maorie, ce terme a été posé comme principe fondateur du traité de Waitangi qui plaçait la Nouvelle-Zélande sous domination britannique. Toutefois, mal traduit, mal compris et très peu respecté par le colonisateur, il a été vidé de son sens, ce qui a mené à la confiscation des terres et des biens des Maoris.
Progressivement remis à l'honneur au cours des années 1970 et 1980, le tino rangatiratanga constitue à la fin du XXe siècle et au début du XXIe une revendication importante de la communauté maorie. Par ailleurs, il a beaucoup été étudié, mais aussi mis en pratique, à la fois dans la vie quotidienne et lors de crises, et y a démontré sa pertinence.

## Terminologie
Le terme rangatiratanga signifie « souveraineté », « autorité », « autodétermination » ou « indépendance ». Il signifie l'exercice légal et moral d'un chef ou d'un groupe. Le terme tino, quant à lui, renforce et précise ce terme ; il signifie « quintessenciel » ou « ontologique » ; on peut également le traduire par « absolu »,,.
Le terme rangatira lui-même est un mot māori pouvant être traduit par « meneur » ou « chef ». Toutefois, dans l'étymologie maorie, il peut être décomposé en « ranga » et « tira ». Ranga dérive du terme raranga qui signifie tisser, et tira fait référence à un groupe ou une communauté. Le chef est donc pour les Maoris celui qui tisse le lien de la communauté, qui sait faire corps à partir des particularités de chacun, qui veille au bien-être collectif,.

## Histoire

### Les deux versions linguistiques du traité de Waitangi

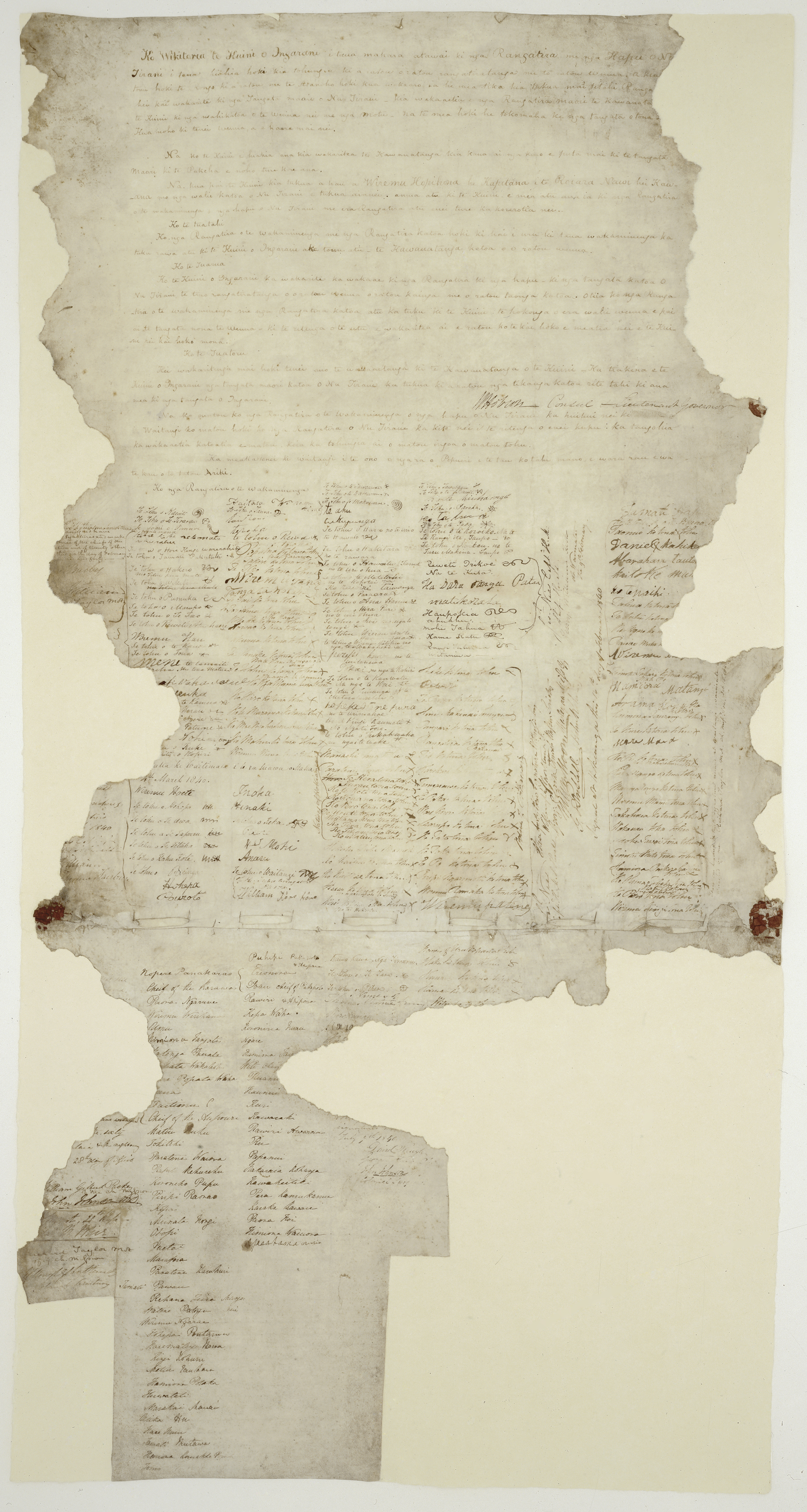
Le traité de Waitangi.

Le concept de tino rangatiratanga est fortement lié au traité de Waitangi, signé en 1840, par lequel la Nouvelle-Zélande devient une colonie du Royaume-Uni. Dans l'interprétation maorie du traité, le principe de la souveraineté continue ou « tino ragatiratanga » des Maōris est sous-jacent au traité. En revanche, pour les Pakeha, le traité marque une rupture puisqu'il place l'archipel sous domination britannique.
L'interprétation fait se confronter deux concepts maoris qui sont le rangatiratanga, qu'on peut traduire par « souveraineté » et le kawanatanga, qui peut être traduit comme « gouvernement ». 

#### Version anglaise
Le préambule de la version anglaise du traité affirme la volonté de la couronne britannique de protéger les droits et les biens (« just rights and property ») des chefs et des tribus autochtones (« native chiefs and tribes »). L'article premier précise que les chefs des iwi cèdent absolument et sans réserve à la Couronne, tous les droits et pouvoirs de souveraineté (« all the rights and powers of Sovereignty ») qu’ils exercent ou possèdent sur leurs territoires respectifs.
Néanmoins, l'article deux réaffirme aux iwi la possession pleine, exclusive et non troublée de leurs biens (« the full exclusive and undisturbed possession of their Lands and Estates, Forests, Fisheries and other properties »), moyennant un droit exclusif de préemption par la Couronne. Ces deux points étant acquis, le troisième article accorde aux Maōris tous les droits et privilèges des sujets britanniques (« all the rights and privileges of British subjects »).

#### Version maorie

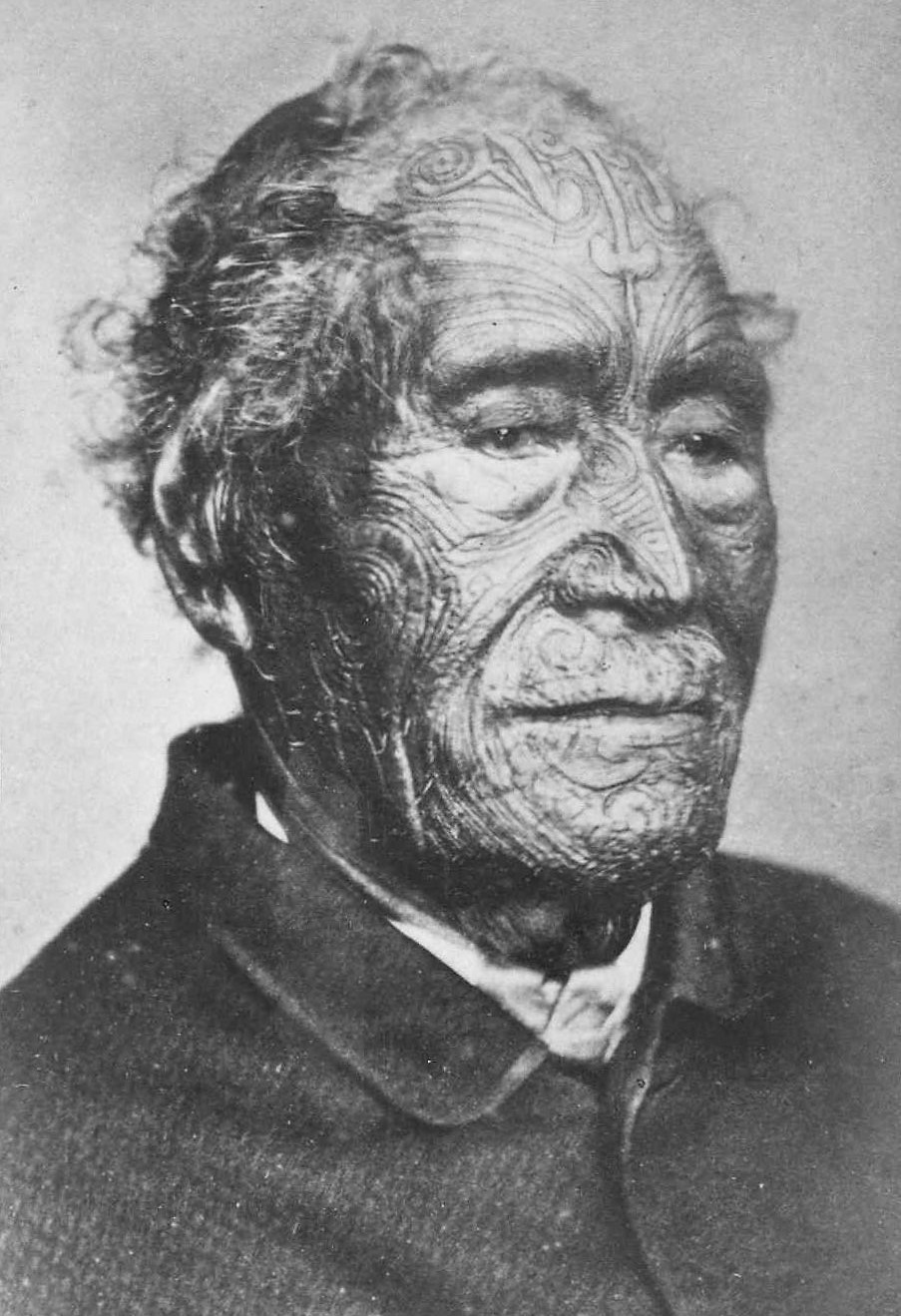
Tamati Waka Nene, un des signataires maoris du traité, joue un grand rôle pour convaincre les autres chefs maoris de signer.

Dans la version maorie du texte, le préambule traité affirme vouloir protéger te tino rangatiratanga, c'est-à-dire la souveraineté maorie. Une première différence importante entre les deux versions linguistiques apparaît à la fin du préambule, qui est « soumis » aux chefs Maoris quand la version anglaise les « invite à adhérer ».
Concernant l'article premier, la version maorie précise que les iwi accordent à la Couronne britannique « le gouvernement complet
sur leur terre ». Dans l'article deuxième, le gouvernement britannique s'engage pour sa part à protéger les chefs, les hapu et tous les gens de Nouvelle-Zélande « dans l’exercice inconditionnel de leur chefferie sur leurs terres, villages, et tous leurs taonga », ce dernier terme désignant un trésor, qu'il soit matériel ou immatériel. En ce qui concerne la préemption, le terme maori utilisé est hokonga, qui signifie aussi bien « achat » que « vente ».
Une autre divergence possible apparaît dans l'article troisième, où le texte assure les Maōris que la Couronne leur accordera les mêmes tikanga qu'aux sujets britanniques. Là où la version anglaise parle de « droits » et « d'obligations », la tikanga implique également les « coutumes ». La lecture maorie de ce texte implique que la puissance coloniale s'est engagée à préserver les coutumes autochtones.
Le chef maori Nopera aurait estimé, selon la formulation du traité, que « seule l’ombre de la terre a été transférée à la Reine, tandis que le sol nous est resté ».

#### Les problèmes de traduction

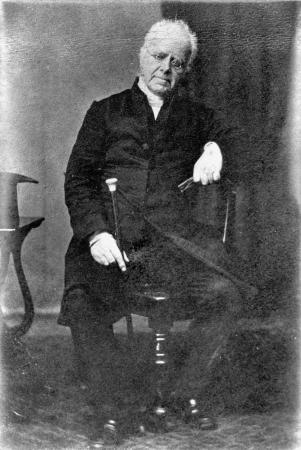
Henry Williams, missionnaire et traducteur du traité de Waitangi.

La version maorie du texte est traduite par Henry Williams.
Les commentateurs postérieurs relèvent premièrement que, contrairement à la langue anglaise, de tradition écrite, la langue maorie est principalement orale et très dépendante du contexte d'élocution. Deuxièmement, Henry Williams, en tant que missionnaire, est influencé par un vocabulaire de type biblique. Or ce vocabulaire a été mis en place dans un souci d'évangélisation des populations locales, en adaptant certains termes maoris préexistants à un usage anglophone et anglican qui ne correspond pas toujours au vécu maori.
Ainsi, rangatiratanga a été utilisé par les premiers missionnaires pour exprimer l'idée de « règne » telle qu'elle apparaît dans le Notre Père, ce qui implique, du point de vue des missionnaires, une notion d'autorité ; le terme le plus approchant en maori serait plutôt mana. Les linguistes du XXIe siècle estiment qu'aucun terme anglais ne recouvre pleinement l'acception de rangatiratanga.
Certains commentateurs estiment donc, en vertu de ces nuances de traduction, que les deux versions du traité, qui toutes deux font foi, ne sont pas pleinement équivalentes.

### La mise en œuvre du traité
Toutefois, c'est moins le traité que sa mise en œuvre qui pose problème. La première raison en est que l'une des deux parties du traité, la Couronne, est à la fois juge et partie,. Le paroxysme de cette inégalité apparaît en 1875 quand le juge James Prendergast (en), lors de l'arrêt Wi Parata (en), déclare que le traité de Waitangi, signé d'après lui par des « barbares primitifs », est « a simple nullity », c'est-à-dire « tout simplement nul ».
La seconde raison est la politique massive de migrations coloniales depuis les îles Britanniques, qui amène des centaines de milliers de nouveaux arrivants. La confiscation des terres se fait de manière souvent violente, en particulier entre 1843 et 1847 et tout au long des années 1860.
À la fin des années 1930, les Maoris possèdent moins d'un sixième de leur pays. Par ailleurs ils subissent au XXe siècle un fort exode rural : en 1926 ils soit moins de 10 % à vivre en milieu urbain, proportion qui monte à 40 % au milieu des années 1960.

## La remise en cause de l'interprétation pro-européenne
La remise en cause de la vision unilatérale du traité est très tardive et n'intervient que dans les années 1970, avec l'adoption du Treaty of Waitangi Act de 1975. Cet acte entérine la reconnaissance pleine et entière du traité de 1840 en droit néo-zélandais. En 1986, c'est la jurisprudence héritée de l'arrêt Wi Parata de 1875 qui est cassée par l'arrêt Te Weehi, ouvrant ainsi la porte à d'autrs arrêts de ce type, mais également à une justice réparatrice. D'autre part, durant les quinze dernières années du XXe siècle, la double formulation du traité tend à être acceptée, tant par les Maoris que par les Pakeha, comme une sorte de partenariat dynamique (« he putahitanga »).
En outre, la loi constitutionnelle de 1986 a coupé les derniers liens institutionnels liant l'archipel à son ancienne puissance coloniale, ce qui donne plus de force constitutionnelle au traité de Waitangi.
La revendication tino rangatiratanga est considérée par de nombreux Maoris comme découlant naturellement du traité, qui de leur point de vue était censé leur garantir la pleine et entière autorité sur leurs terres et leurs coutumes. L'étude et la mise en pratique du tino rangatiratanga est mise à l'honneur à partir des années 1980 et surtout 1990, dans les universités, mais aussi dans les structures de soins et certaines structures économiques.
Cette revendication s'exprime notamment par des manifestations publiques, des hīkoi (en) ou marches de protestation, des sit-in, mais aussi par l'utilisation de voies légales. Toutefois, ces actions ne constituent que la partie la plus visible de la revendication. D'autres méthodes plus discrètes sont utilisées, en particulier celles qui se réapproprient le sens profond du tino rangatiratanga, notamment dans l'usage de la terre, avec la mise en place de jardins locaux permettant de viser la souveraineté alimentaire.

## Mise en œuvre
Le tino rangatiratanga est mis en œuvre en vue de favoriser le bien-être individuel et collectif des Maōris. Mais sa mise en œuvre est elle-même un élément constitutif de ce bien-être, qui est donc entravé lorsque le tino rangatiratanga ne peut être appliqué.

### Lors de crises
En particulier, durant la pandémie de Covid-19, la tradition orale et la mémoire de l'histoire ancienne et récente du peuple maori a permis de mieux rapidement prendre conscience du potentiel dévastateur de la pandémie. En effet, les autochtones Néo-Zélandais ont énormément souffert aux XIXe et XXe siècles des maladies apportées par les Européens. Près d'un tiers sont morts dès avant 1840, un second tiers de cette date à 1860. Enfin la grippe espagnole a causé proportionnellement huit fois plus de décès chez eux que chez les Européens.
La mesure la plus connue est l'établissement de points de contrôle aux iwi. De nombreux iwi ont pris la décision de fermer leur territoire et d'y établir des contrôles surveillés d'entrées et de sorties, afin d'éviter la propagation de la maladie.

### Dans la relation au territoire
Aucune étude n'est réalisée sur la perception des Maoris sur le tourisme en Nouvelle-Zélande jusque dans les années 1990. Dans les années 1990 et 2000, ce sujet est très légèrement esquissé. Elles mettent en évidence une perception aiguë des aspects négatifs du tourisme par la communauté maorie, notamment le détournement de la culture maorie, le manque de reconnaissance de la tikanga, et une absence de reconnaissance du lien spécifique entre les Maoris et leur environnement.
En effet, contrairement à la vision « utilitaire » de la culture occidentale, où la terre est avant tout une pourvoyeuse de ressources, de nombreux Maoris ont une vision du monde écocentrique et fondée sur des principes holistiques, selon lesquels la nature a une valeur intrinsèque qui dépasse celle du développement humain.
Dans cette optique, le tino rangatiratanga pourrait s'exprimer par la mise en œuvre de la rūnanga (en), c'est-à-dire l'assemblée de l'iwi.